# ヴァレリオ・アリ
ヴァレリオ・アリ（Valeriano Pompeo Maurizio "Valerio" Arri、1892年6月22日 – 1970年7月2日）は、イタリアの陸上競技選手である。彼は、1920年に開催されたアントワープオリンピックのマラソン競技で銅メダルを獲得した。

## 経歴
アントワープオリンピックでのマラソン競技は、17の国から48人の選手が出場して1920年8月22日に実施された。結果は、フィンランド代表のハンネス・コーレマイネンが当時の世界最高記録となる2時間32分35秒8の記録で金メダルを獲得し、エストニア代表のユーリ・ロスマンが約13秒差で銀メダルを獲得した。アリは生涯で最高の記録となる2時間36分32秒8でレースを終え、銅メダル獲得を果たした。
ゴール後のアリは3回連続でとんぼ返りを披露するほど元気で、それを見たクーベルタン男爵は大いに喜んだと伝えられている。なお、アリはイタリア選手として初めてマラソン競技でメダルを獲得した人物である。　　 　